# A Million Little Things
A Million Little Things – amerykański serial telewizyjny (dramat obyczajowy) wyprodukowany przez Kapital Entertainment, ABC Studios, Next Thing You Know Productions oraz   Fee-Fi-Fo Film, którego twórcą jest D.J. Nash. Serial jest emitowany od  26 września 2018 roku na ABC.
A Million Little Things opowiada o losach grupy przyjaciół, które jedno z nich popełnia samobójstwo. To wydarzenie zmienia życie każdego z nich.

## Obsada

### Główna
- David Giuntoli jako Eddie Saville[2]
- Romany Malco jako Rome Howard[3]
- Allison Miller jako Maggie Bloom[4]
- Christina Moses jako Regina Howard[5]
- Christina Ochoa jako Ashley Morales[6]
- Grace Park jako Katherine Kim[7]
- James Roday jako Gary Mendez[8]
- Stéphanie Szostak jako Delilah Dixon[9]
- Tristan Byon jako Theo Saville
- Lizzy Greene jako Sophie Dixon[10]
- Ron Livingston jako Jonathan „Jon” Dixon

### Role drugoplanowe
- Chance Hurstfield jako Daniel „Danny” Dixon
- Sam Huntington jako Tom[11]

### Gościnne występy
- Lennon Parham jako Gail[12]
- L. Scott Caldwell jako Renee[12]
- Lou Beatty Jr. jako Walter[12]
- Romy Rosemont jako Shelley[13]
- Chance Hurstfield jako Danny[14]
- Dante Basco jako Cory[14]
- Tanner Stine jako KC[14]
- Henderson Wade jako Hunter[14]
- Sam Pancake jako Carter[14]

## Odcinki
| Sezon | Odcinki | Oryginalna emisja w ABC | Oryginalna emisja w ABC |
| Sezon | Odcinki | Premiera sezonu         | Finał sezonu            |
| ----- | ------- | ----------------------- | ----------------------- |
| 1     | 17      | 26 września 2018        | 28 lutego 2019          |
| 2     | 19      | 26 września 2019        | 26 marca 2020           |

### Sezon 1 (2018-2019)
| Nr | #  | Tytuł                 | Reżyseria          | Scenariusz                         | Premiera w ABC       |
| -- | -- | --------------------- | ------------------ | ---------------------------------- | -------------------- |
| 1  | 1  | Pilot                 | James Griffiths    | D.J. Nash                          | 26 września 2018     |
| 2  | 2  | Band of Dads          | James Griffiths    | D.J. Nash                          | 3 października 2018  |
| 3  | 3  | Save the Date         | Richard J. Lewis   | D.J. Nash, David Marshall Grant    | 10 października 2018 |
| 4  | 4  | Friday Night Dinner   | J. Miller Tobin    | Julia Cohen                        | 17 października 2018 |
| 5  | 5  | the game of your life | James Griffiths    | Jordan Hawley                      | 24 października 2018 |
| 6  | 6  | unexpected            | Nzingha Stewart    | DJ Nash, Ashley Sims               | 31 października 2018 |
| 7  | 7  | i dare you            | James Griffiths    | David Marshall Grant               | 7 listopada 2018     |
| 8  | 8  | Fight or Flight       | Ami Canaan Mann    | Tawnya Bhattacharya. Ali Laventhol | 28 listopada 2018    |
| 9  | 9  | Perspective           | Chris Koch         | DJ Nash, Jonathan Caren            | 5 grudnia 2018       |
| 10 | 10 | Christmas Wishlist    | Nina Lopez Corrado | Jordan Hawley, Chris Erric Maddox  | 12 grudnia 2018      |
| 11 | 11 | Secrets and Lies      | James Griffiths    | Julia Cohen, Dante Russ            | 17 stycznia 2019     |
| 12 | 12 | The Day Before...     | Silver Tree        | Ashley Sims                        | 24 stycznia 2019     |
| 13 | 13 | Twelve Seconds        | James Griffiths    | DJ Nash                            | 31 stycznia 2019     |
| 14 | 14 | Someday               | Richard J. Lewis   | David Marshall Grant               | 7 lutego 2019        |
| 15 | 15 | The Rock              | James Griffiths    | Jordan Hawley, Tucker Cawley       | 14 lutego 2019       |
| 16 | 16 | The Rosary            | Richard J. Lewis   | Tawnya Bhattacharya, Ali Laventhol | 21 lutego 2019       |
| 17 | 17 | Goodbye               | James Griffiths    | DJ Nash                            | 28 lutego 2019       |

### Sezon 2 (2019-2020)
| Nr | #  | Tytuł                 | Reżyseria                | Scenariusz                             | Premiera w ABC       |
| -- | -- | --------------------- | ------------------------ | -------------------------------------- | -------------------- |
| 18 | 1  | Coming Home           | Nina Lopez-Corrado       | DJ Nash                                | 26 września 2019     |
| 19 | 2  | Grand Canyon          | Chris Koch               | DJ Nash, Geoffrey Nauffts              | 3 października 2019  |
| 20 | 3  | Mixed Signals         | Steve Robin              | David Marshall Grant                   | 10 października 2019 |
| 21 | 4  | The Perfect Storm     | Nina Lopez-Corrado       | Julia Cohen, Ashley Sims               | 17 października 2019 |
| 22 | 5  | Austin                | Eric Laneuville          | DJ Nash, Michelle Leibel               | 24 października 2019 |
| 23 | 6  | Unleashed             | Tessa Blake              | Lauren Bachelis, Christopher Luccy     | 31 października 2019 |
| 24 | 7  | Ten Years             | Robbie Duncan McNeill    | Chris Erric Maddox, Dante Russo        | 7 listopada 2019     |
| 25 | 8  | Goodnight             | Kevin Tancharoen         | Mimi Won Techentin, Geoffrey Naufft    | 14 listopada 2019    |
| 26 | 9  | Time Stands Still     | Nina Lopez-Corrado       | DJ Nash, Michelle Leibel               | 21 listopada 2019    |
| 27 | 10 | The Kiss              | Steve Robin              | David Marshall Grant                   | 23 stycznia 2020     |
| 28 | 11 | We're the Howards     | Stacey K. Black          | Lauren Bachelis, Christopher Luccy     | 30 stycznia 2020     |
| 29 | 12 | Guilty                | Pete Chatmon             | Julia Cohen, Ashley Sims               | 6 lutego 2020        |
| 30 | 13 | Daisy                 | Nina Lopez-Corrado       | Tucker Cawley, Dante Russo             | 13 lutego 2020       |
| 31 | 14 | The Sleepover         | Nicole Rubio             | Mimi Won Techentin, Chris Erric Maddox | 20 lutego 2020       |
| 32 | 15 | The Lunch             | Richard J. Lewis         | Geoffrey Nauffts, Katie Scheines       | 27 lutego 2020       |
| 33 | 16 | Change of Plans       | Daisy von Scherler Mayer | DJ Nash & Michelle Liebel              | 5 marca 2020         |
| 34 | 17 | One Year Later        | Rebecca Asher            | David Marshall Grant & Julia Cohen     | 12 marca 2020        |
| 35 | 18 | Mothers and Daughters | Nina Lopez-Corrado       | Tucker Cawley, Mimi Won Techentin      | 19 marca 2020        |
| 36 | 19 | Til Death do Us Part  | Nina Lopez-Corrado       | DJ Nash                                | 26 marca 2020        |

## Produkcja
W lutym 2018 roku, ogłoszono obsadę serialu, do której dołączyli: David Giuntoli, Romany Malco, Christina Ochoa, Christina Moses oraz James Roday.
W kolejnym miesiącu poinformowano, że Allison Miller, Stéphanie Szostak i Lizzy Greene zagrają w serialu.
9 maja 2018 roku, stacja ABC ogłosiła zamówienie pierwszego sezonu, który zadebiutuje w sezonie telewizyjnym 2018/2019.
Pod koniec czerwca 2018 roku, ogłoszono, że Grace Park otrzymała rolę Katherine Kim, którą w pilotowym odcinku grała Anne Son.
W kolejnym miesiącu poinformowano, że rolę powracającą otrzymał Sam Huntington. 6 lutego 2019 roku stacja ABC ogłosiła przedłużenie serialu o drugi sezon.